# The Tribe (2014)
The Tribe (Originaltitel: Плем'я, Plemja) ist ein ukrainisches Jugenddrama von Myroslaw Slaboschpyzkyj. Erzählt wird die Geschichte eines gehörlosen Jugendlichen, der in einem Gehörloseninternat eine Welt allgegenwärtiger „Brutalität und Anarchie“ erlebt. Der Film ist in Gebärdensprache, es gibt keine gesprochenen Dialoge und auch keine erklärenden Untertitel.
Seine Premiere feierte das Drama 2014 bei den Filmfestspielen von Cannes. The Tribe lief anschließend in über vierzig Ländern im Kino. Der deutsche Kinostart war am 15. Oktober 2015.

## Handlung
Sergey, ein gehörloser Teenager, der sich in der Welt der Hörenden schlecht zurechtfand, kommt neu in ein Gehörlosen-Internat, wo er als vollwertiges Mitglied angesehen werden will. Jedoch muss er sich dafür in die hier dominierende Gang „The Tribe“ integrieren, in der Kriminalität wie Raub, Gewalt und Prostutition alltäglich ist. In der Gang steigt er bis zum Zuhälter auf, verliebt sich aber in die zur Prostitution genötigte Anna und riskiert damit seine Position innerhalb der Gang. Für Anna übertritt er die strengen Gesetze der Gang und bringt sich und andere in Gefahr.

## Rezension
The Guardian: „schockierend, brutal und einzigartig […] was für ein faszinierender Film.“
Rolling Stone: „der intensivste Film des Jahres 2015.“
Entertainment Weekly: „ein verblüffendes Stück puren Kinos, das erlebt und diskutiert werden muss.“
Variety: „THE TRIBE fühlt sich an wie etwas unverkennbar, radikal Neues […] ein verwegener Kino-Coup. […] Slaboschpyzkyjs Brillanz äußert sich darin, die Erwartungen des Zuschauers nicht zu trüben, sondern sie sogar zu übertreffen.“
Star Tribune: „ein visuell einnehmender Film, der die Welt des Gesetzbrechens, Betrugs und der Rache untersucht und ein Protest gegen die Arbeitslosigkeit, Bestechung und politische Unruhe im Land ist.“
Screen Daily: „ein außergewöhnlich und sonderbar immersiver Film, der seine Zuschauer hart rannimmt, aber am Ende etwas Außergewöhnliches und Originäres liefert.“
The New Yorker: „Diese Zeichen sind so kraftvoll und so unmissverständlich schmerzend sind die aufflammenden Gefühle dahinter, dass wir keineswegs ausgeschlossen, sondern allzu heftig in das Herz der Geschichte gezogen werden.“
The Telegraph: „Man verlässt diese brutal unsentimentale Lehrstunde mit pochender Brust und einem Klingeln im Ohr […] Einige Filme werden gemacht, uns sprachlos zurückzulassen; für manche Erfahrungen gibt es keine Worte.“

## Auszeichnungen (Auswahl)
- AFI – American Film Institute Fest (VIZIO Visionary Special Jury Award)
- Art Film Fest (The City of Trencin Mayor’s Award)
- Cannes Film Festival (France 4 Visionary Award)
- Cork Film Festival (Spirit of the Festival Award)
- Denver Film Festival (Krzysztof Kieślowski Award for Best Foreign Feature Film)
- European Film Academy (Prix FIPRESCI)
- Fantastic Fest (Next Wave Award for Best Director)
- Film Fest Gent (Explore Award)
- Kinoshok International Film Festival (Best Director)
- Listapad Film Festival (Grand Prix; Silver Award)
- London Film Festival (Sutherland Award Young Jury Award)
- Manaki Brothers Film Festival (Golden Camera 300)
- Milano Film Festival (Best Feature Film Award)
- Milwaukee International Film Festival (Herzfeld Competition Award)
- Motovun Film Festival (Propeller)
- Philadelphia Film Festival (Archie Award for Best First Feature)
- Sitges Festival Internacional de Cinema Fantàstic de Catalunya (Experimenta Award)
- Tarkovsky International Film Festival (Grand Prix)
- Tbilisi International Film Festival (Golden Prometheus for Best Film, Sergej Parajanov Prize for Outstanding Poetic Vision)
- Tofifest International Film Festival (The Golden Angel)
- Internationales Filmfestival Thessaloniki (Best Director)
- Filmfestival „Goldene Aprikose“ (Golden Apricot; FIPRESCI Jury Prize)

In der 2021 erstellten Liste der 100 besten Filme in der Geschichte des ukrainischen Kinos landete der Film auf dem vierten Platz.